# Kościół Matki Bożej Nieustającej Pomocy w Jurkowie
Kościół Matki Bożej Nieustającej Pomocy w Jurkowie – drewniana świątynia rzymskokatolicka, zbudowana w 1913 roku, znajdująca się w Jurkowie, w powiecie limanowskim, na terenie gminy Dobra. Kościół znajduje się na Małopolskim Szlaku Architektury Drewnianej.

## Historia
W 1913 roku biskup Leon Wałęga podjął decyzję o wyłączeniu z parafii w Dobrej nowej ekspozytury w Jurkowie. W tym samym roku rozpoczęto budowę kościoła.
Autorem projektu świątyni był architekt Jan Tarczałowicz.
W latach 1920–1932 stopniowo ozdabiano świątynię, fundując kolejne ołtarze i elementy wyposażenia. W roku 1966 kościół ozdobiono polichromią ornamentalną i figuralną.
Kościół kilkakrotnie poddawano renowacjom i przebudowom. W roku 1980 rozebrano grożącą zawaleniem wieżę i wzniesiono całkowicie nową, lżejszą i znacznie uproszczoną w formie. U podstaw wieży wybudowano kamienną kruchtę.

## Architektura
Jest to świątynia trójnawowa, zbudowana w układzie bazylikowym na planie krzyża łacińskiego, z transeptem z ramionami zamkniętymi trójbocznie. Kościół drewniany, oparty na konstrukcji zrębowo-słupowej, oszalowany deskami, kryty blachą. Góruje nad nim wieża wzniesiona na konstrukcji szerokiego kamiennego przedsionka. Wieża posiada pochyłe ściany, jest szalowana deskami, w dolnej części czworoboczna, przykryta ostrosłupowym hełmem. Na skrzyżowaniu naw została umieszczona wieżyczka na sygnaturkę z latarnią.
Kształt budowli nawiązuje stylistycznie do gotyckich kościołów drewnianych Podhala i stanowi eklektyczną interpretację tradycji regionalnego budownictwa sakralnego, podobnie jak kościół zaprojektowany przez tego samego architekta w Witowie.

## Wnętrze
Wnętrze kościoła nakryte jest pozornym sklepieniem kolebkowym, wspartym na dekoracyjnych podporach. Całość zdobi oryginalna polichromia, nawiązująca do sztuki wschodniej, wykonana w 1966 przez krakowskich artystów Teresę Stankiewicz i Witolda Damasiewicza. Do najciekawszych jej elementów należą:
- Stworzenie świata - na sklepieniu nawy głównej,
- Chrystus Pantokrator - wzorowany na bizantyjskich ikonach
- Droga Krzyżowa - namalowana w 1966 r. przez Teresę Stankiewicz[9]

### Ołtarze
Ołtarz głównyWykonany w stylu neoromańskim przez Franciszka Adamka w 1920. Umieszczono w nim obraz Matka Boża Nieustającej Pomocy, który przesłaniany jest obrazem Święty Józef.
Ołtarze boczneneoromańskie, wykonane przez Antoniego Wróbla w 1932.
- ołtarz Serca Jezusowego, z figurą Jezusa, której strzegą posągi śś. Piotra i Pawła.
- ołtarz z kopią obrazu Przemienienie Pańskie (oryginał obrazu przechowywany jest w kościele w Dobrej). Obraz podobno przynieśli w te okolice pasterze wołoscy, którzy w XV wieku zbudowali tu niewielką cerkiew, którą następnie przekształcono w kaplicę. Ta świątynia została zniszczona przez powódź.

### Wyposażenie kościoła
Kamienna chrzcielnica, wykonana w 1932, zwieńczona jest pokrywą, na której siedzi gołąb, symbolizujący Ducha Świętego.
Ambonę wykonano z drewna i ozdobiono płaskorzeźbami, przedstawiającymi Chrystusa Dobrego Pasterza oraz Ewangelistów.
Organy 8-głosowe, wykonane w 1930 r. w firmie Rieger.
Na placu przed kościołem znajduje się wolno stojąca strzelista dzwonnica, na której wiszą trzy dzwony:
1. św. Jan, wykonany w 1935 r. w Odlewni dzwonów Schwabe w Białej,
2. św. Józef, wykonany w 1959 r. w firmie T. Dróżdż i F. Kubica w Dąbrowie Górniczej,
3. św. Stanisław, wykonany w 1959 r. w firmie T. Dróżdż i F. Kubica w Dąbrowie Górniczej.

## Galeria

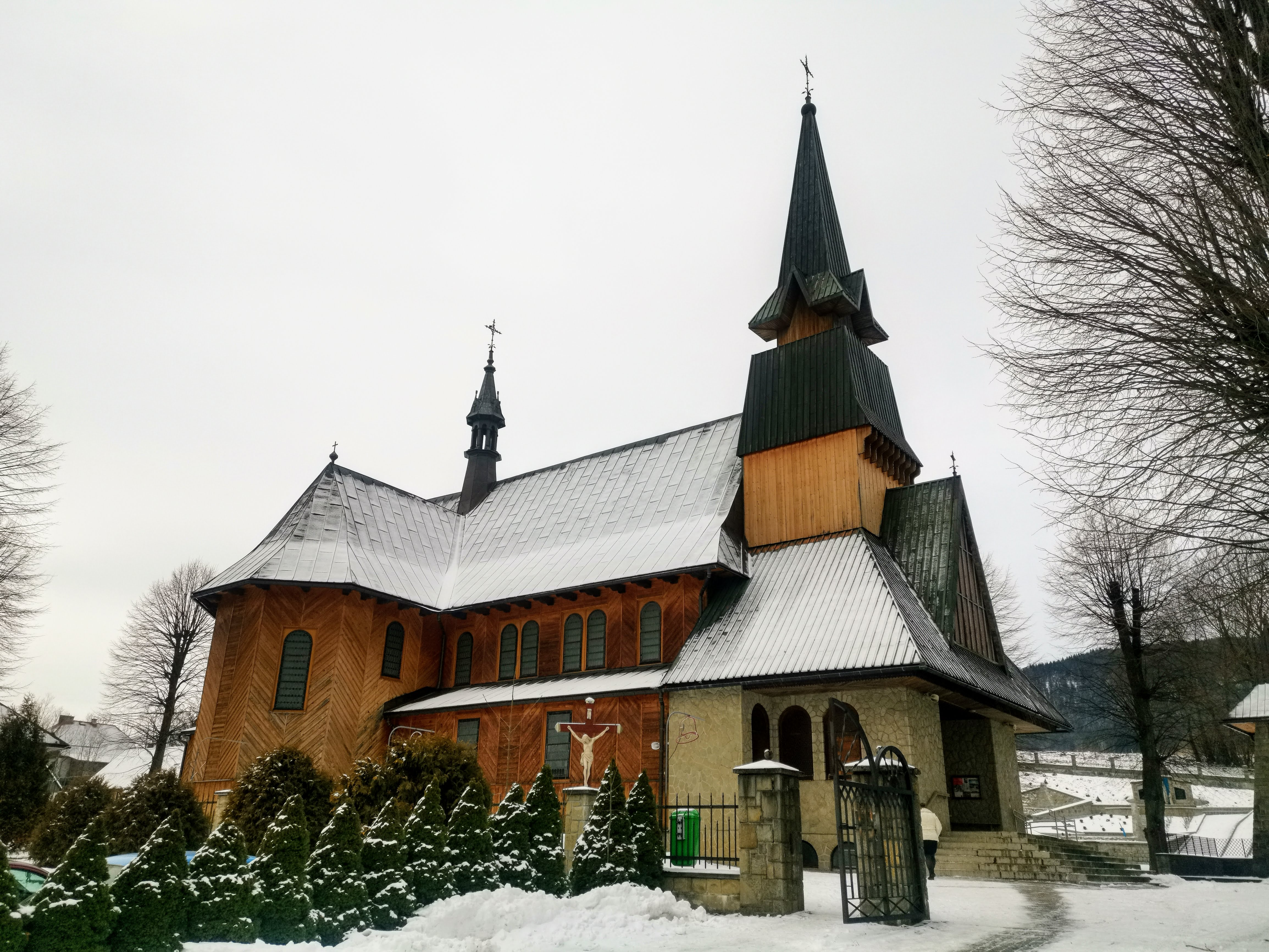
Widok z boku (wschód)
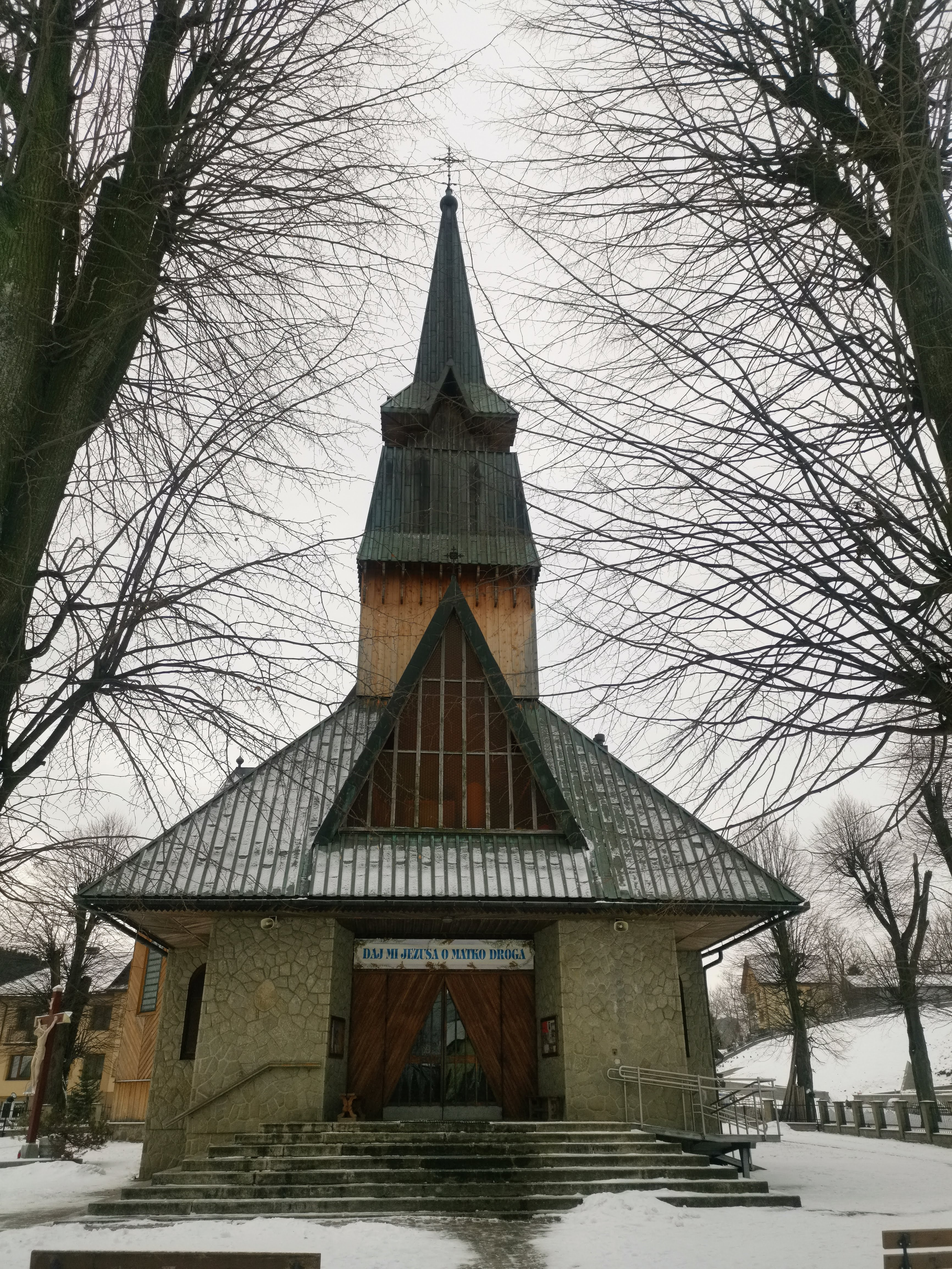
Widok z przodu (północ)
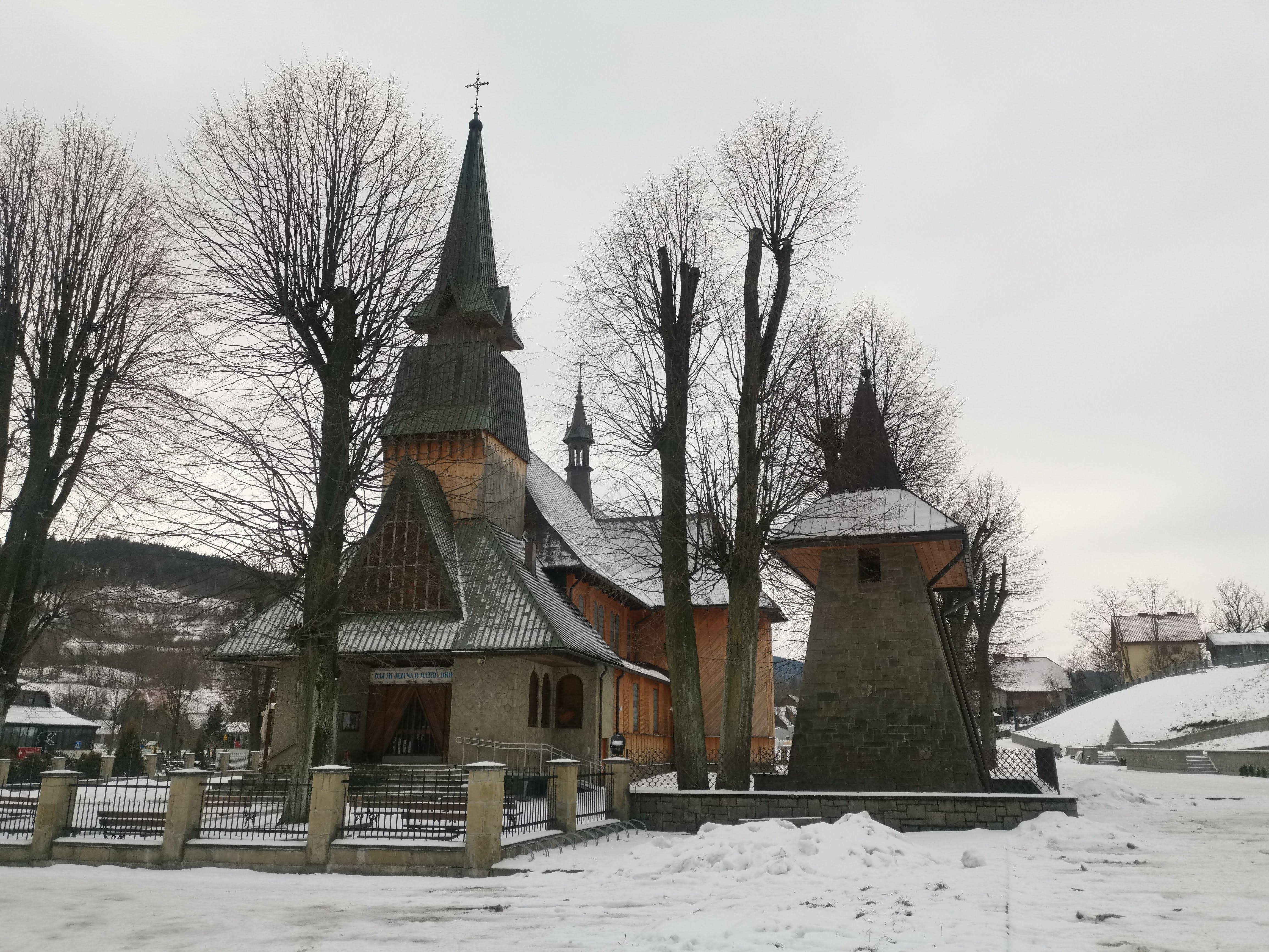
Widok z boku (północny zachód)